# Herb Podolińca
Herb Podolińca przedstawia na tarczy w polu błękitnym  postać  Matki Boskiej z Dzieciątkiem Jezus  w srebrnych szatach, obydwoje z aureolami, w otoczeniu czterech sześcioramiennych srebrnych gwiazd.
Herb znany jest z pieczęci XIV-wiecznej, w obecnej wersji przyjęty został 26 czerwca 1991 roku.
W latach 1970–1991 herbem Podolińca była błękitna tarcza ze złotą literą P.